# Gustav Callenius
Gustav Friedrich Gottlob Callenius (* 22. Juli 1795 in Eyba; † 17. April 1836 in Rudolstadt) war ein deutscher Offizier und Schriftsteller.

## Leben
Als Sohn eines Pfarrers geboren, besuchte Callenius das Gymnasiums in Rudolstadt und übte ab 1812 eine Forsttätigkeit in Paulinzella aus. 1813 nahm er an den Befreiungskriegen teil, unter anderem im Corps des Majors Colomb und als Freiwilliger bei den Brandenburger Husaren. In der Schlacht von Bautzen wurde er am 20./21. Mai 1813 schwer verwundet und 1814 nach Hause entlassen.
Von 1815 bis 1816 studierte er Forst an der Forstakademie Tharandt, dann in Jena. Dort war er 1816/17 Mitglied der Urburschenschaft. 1817 ging er in den preußischen Zivildienst. Er übernahm die Leitung des neuen Chausseebaus in Mühlhausen. Im Herbst 1817 erhielt er das Patent als Sekondeleutnant des Erfurter Landwehr-Regiments. 1818 war er für die Taxation des Neustadt-Eberswalder Forstes zuständig. 1820 wurde er Administrator der fürstlich-rudolstädtischen Güter Seedorf und Hornsdorf in Holstein. 1823 schied er als preußischer Offizier aus dem Dienst im III. Bataillon des Landwehr-Infanterie-Regiment Nr. 27 in Erfurt aus. 1824 wurde er aus Holstein abberufen. In Rudolstadt wurde er Kommissionssekretär, 1831 Hofsekretär und 1835 schließlich Hofamtsrat.

## Veröffentlichungen (Auswahl)
- Eichenblätter und Rosenknospen. Leipzig 1816.
- Feodor, oder der russische Freiheitskampf. Arnstadt 1829.
- Der Tod der Malachowsky. Historisches Drama in 5 Acten. Ilmenau 1833.[4]
- Die Prinzen von Oranien. Geschichtliches Gemälde in dramatischer Form in fünf Acten. Weimar 1836.[5]